# 日本科学未来館
日本科学未来館（にっぽんかがくみらいかん、英称：The National Museum of Emerging Science and Innovation、愛称：Miraikan）は、東京都江東区青海の国際研究交流大学村内にある科学館。

## 概要
2001年7月9日に開館。科学技術振興機構が設立。当初運営は財団法人科学技術広報財団に委託されていたが、2009年に事業仕分けの対象となりその運営方法が見直され、現在は科学技術振興機構の直轄運営となっている。
- 最新の科学技術の展示
- 社会一般への科学技術者の成果の発表
- 一般社会からの科学技術の所感・見解などを学会・論文などを通じての研究者へフィードバックする

など科学技術と人々との交流をコンセプトとし、多様なバックグラウンドをもつ科学コミュニケーターなどのスタッフが在籍している。また、科学コミュニケーションの手法開発、科学コミュニケーターの育成、輩出も主な事業として行っている。2017年11月、世界科学館サミットを主催し、98の国と地域から828名が参加した。
2020年4月13日、科学技術振興機構は開館以来館長を務めてきた毛利衛が2021年3月末で退任すると発表した。後任の館長はIBMフェローの浅川智恵子。

## 展示内容と関連する項目

### 地球とつながる
- ジオ・コスモス

人工衛星が撮影した雲の様子を見ることで、地上にいながら、刻々と変化する地球の様子を感じることができる球体ディスプレイ装置。設置当初は、約100万個の発光ダイオード（LED）で映し出していた。2011年度の創立10周年に同球体ディスプレイをリニューアル。およそ1万枚の有機ELパネルを使って1000万画素を達成。
2021年10月から公開を休止していたが、2022年4月20日にリニューアルし、再公開された。従来のディスプレイ(有機ELパネル)が最新のLEDパネルに置き換え。HDRの対応、広色域化され、より複雑な明るさや色彩の表現が可能となった。また、フレームレートも従来の約2倍となっている。

### 世界をさぐる
- 地球環境とわたし
- 未読の宇宙
- 細胞たち研究開発中
- ぼくとみんなとそしてきみ
- 100億人でサバイバル
- ちりも積もれば世界をかえる
- プラネタリー・クライシス　これからもこの地球でくらすために
- こちら、国際宇宙ステーション

### 未来をつくる
- 計算機と自然，計算機の自然
- 量子コンピュータ・ディスコ
- 老いパーク
- 零壱庵
- ナナイロクエスト
- ハロー！ロボット
- ノーベルQ―ノーベル賞受賞者たちからの問い

### ドームシアターガイア
2009年1月に日本初の全天周・超高精細立体視映像システムであるAtmosが導入され、MEGASTAR-II Cosmosと連動したオリジナルのプログラムを上映している。

### その他施設
- 7F-未来館ホール, イノベーションホールを含めたコンファレンスルーム
- 7F-レストラン「CAFETERIA BLUE」
- 3F-"おや？"っこひろば
- 1F-ミュージアムショップ
- 1F-コミュニケーションロビー
- 1F-多目的ルーム
- 1F-シンボルゾーン

これらの施設の一般利用に対して入館料金は発生しない。

## 利用案内
- 開館時間：10時 - 17時（入館券の購入は16時30分まで）
- 休館日：火曜日（火曜日が祝日の場合は開館）、年末年始およびメンテナンス日

### 常設展入場料金
常設展チケットは、 常設展（大人630円、18歳以下210円、未就学児無料）、 または、[セット券] 常設展＋ドームシアター（大人940円、18歳以下310円、未就学児100円）から選ぶ。
購入方法は、事前にオンラインでのチケット購入、または、来館当日に屋外チケットブースでの当日券購入となっている。

### 鉄道
- 新交通ゆりかもめ東京国際クルーズターミナル駅から徒歩約5分、テレコムセンター駅から徒歩約4分。
- 東京臨海高速鉄道りんかい線東京テレポート駅から徒歩約15分

### 路線バス
都営バス（東京都交通局）による運行。
日本科学未来館　　
急行05系統（江東区城東シャトル）：錦糸町駅前行（土日祝のみ）
急行06系統（江東区深川シャトル）：森下駅前行（土日祝のみ）
急行03系統「錦糸町駅→日本科学未来館（片道のみ）」（土日祝のみ）
日本科学未来館前
海01(KM01)系統：門前仲町行／東京テレポート駅前行

## ギャラリー
- アプローチ（2010年10月撮影）
- エントランスポーチ（2010年10月撮影）
- エントランス（2010年10月撮影）
- ホール吹抜け（2010年10月撮影）
- ホール吹抜けを見下ろす（2010年10月撮影）
- ジオ・コスモス
- 南西側より

## 周辺情報
- 船の科学館
- 東京国際交流館
- フジテレビ（FCGビル）
- ダイバーシティ東京プラザ
- アクアシティお台場

## その他
- 2012年に日本科学未来館の制作した数え上げにおける組合せ爆発を解説するアニメーション動画「フカシギの数え方」が注目を集めた[4][5]。この動画は展示スペース「メディアラボ」の第11期展示に関連して公開されていたものであった[6]。
- ゲーム、「シティーズスカイライン」には、科学館という名称のかなり酷似した建物が登場する。
- KOKIA、山崎まさよし、Bjork、青葉市子 with 小山田圭吾 & U-zhaan、salyu、高橋幸宏 & METAFIVE、otto & orabu、 高木正勝、サカナクション、コトリンゴのライブが開催された[7]。